# 靖远钟鼓楼
靖远钟鼓楼，位于中国甘肃省靖远县，为一个省级文物保护单位，类型为近现代重要史迹及代表性建筑。
靖远钟鼓楼的历史年代为民国。